# ایمست (شهر اتریش)
ایمست (به آلمانی: Imst) یک شهر در اتریش است که در Imst District واقع شده‌است. ایمست ۱۱۳٫۴ کیلومتر مربع مساحت دارد ۸۲۷ متر بالاتر از سطح دریا واقع شده‌است.

## خواهرخوانده
شهر روتوایل خواهرخواندهٔ ایمست (شهر اتریش) هست.